# Lago di Acerenza
Lago di Acerenza é um lago artificial localizado na Província de Potenza, na região da Basilicata, sul da Itália.
Foi criado em 1984 após a construção de uma barragem que bloqueou o curso do Rio Bradano. Está situado a uma altitude de 455 metros e possui uma superfície de aproximadamente 2 km². O lago é conhecido por abrigar uma rica variedade de espécies de peixes, sendo um local procurado para pesca e lazer.